# Conus saecularis
Conus saecularis é uma espécie de gastrópode do gênero Conus, pertencente à família Conidae.

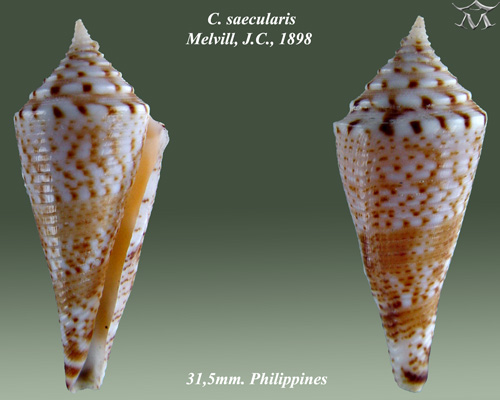
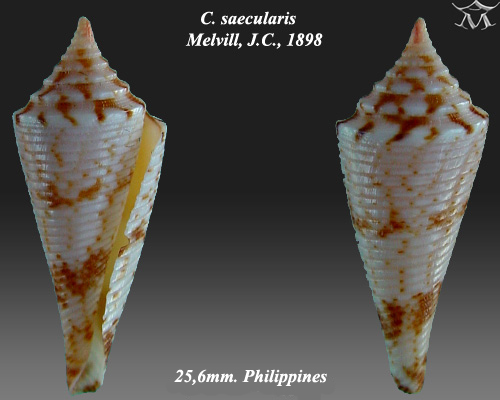
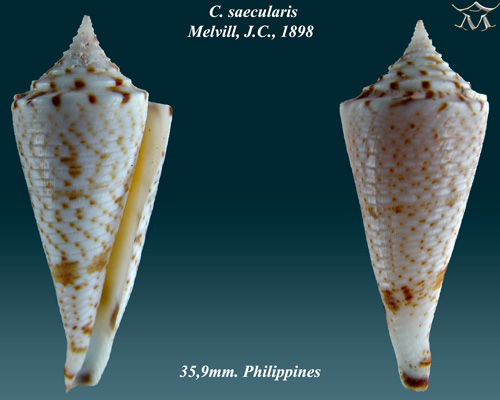
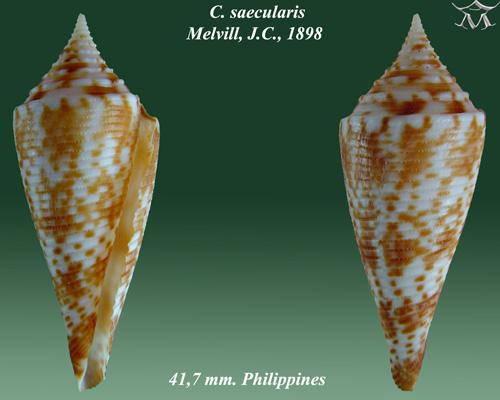